# Daniel Southern
Daniel Southern (geb. 1. Januar 1976) ist ein US-amerikanischer Schauspieler.
Southern besuchte die University of California und setzte sein Studium bei der American-Conservatory-Theater-Gesellschaft fort. Er ist hauptsächlich als Theaterdarsteller tätig und trat in vielen Broadway sowie Off-Broadway-Produktionen auf.
Auch in Filmen und Serien war er zu sehen, wie 1990 in einer Doppelfolge der Actionserie Hunter. 1999 spielte er in einer Episode Law & Order die Rolle des Lieutenant Gilroy. Im selben Jahr wirkte er in zwei Filmen von John McTiernan mit: In Der 13te Krieger verkörperte er einen der Wikinger und in Die Thomas Crown Affäre spielte er den Autofahrer der Hauptfigur.

## Filmografie
- 1990: Hunter (2 Episoden)
- 1999: Law & Order (1 Episode)
- 1999: Der 13te Krieger
- 1999: Die Thomas Crown Affäre